# Бродзоло
Бро́дзоло, или Броцоло (итал. Brozolo [ˈbrɔʣolo], пьем. Breuso) — коммуна в Италии, располагается в регионе Пьемонт, в провинции Турин.
Население составляет 434 человека (2008 г.), плотность населения составляет 54 чел./км². Занимает площадь 8 км². Почтовый индекс — 10020. Телефонный код — 011.
Покровителем коммуны почитается святой Георгий Победоносец, празднование 23 апреля.

## Демография
Динамика населения:

## Администрация коммуны
- Официальный сайт: http://www.comune.brozolo.to.it/ Архивная копия от 30 мая 2010 на Wayback Machine